# Очи боје дуге
Очи боје дуге је дебитантски студијски албум денс музичара Др Игија, издат 1995. године за ИТВ Меломаркет. Насловна нумера је била велики хит и постала култна песма деведесетих, и за њу је снимљен музички спот, женски вокал у песми била је Ивана Петерс. Већину песама написао је и компоновао Златан Белић, док је две песме написао сам Др Иги. Други женски вокал у песмама била је Боба Павић, док је музички продуцент албума био Срђан Бабовић.

## Списак песама
Аутор(и) свих текстова: Златан Белић осим 3 и 5 Игор Тодоровић Dr Iggy, аутор(и) свих песама: Златан Белић, осим 3 и 5 Др Иги.
| №  | Назив         | Трајање |  |
| 1. | Никад         |         |  |
| 2. | Зашто ја      |         |  |
| 3. | Воли ме       |         |  |
| 4. | Очи боје дуге |         |  |
| 5. | Бићу ту       |         |  |
| 6. | Ко сам ја     |         |  |
| 7. | Љубави        |         |  |
| 8. | Кажи ми       |         |  |